# 薩默斯冰川 (葛拉漢海岸)
65°22′S 63°31′W / 65.367°S 63.517°W

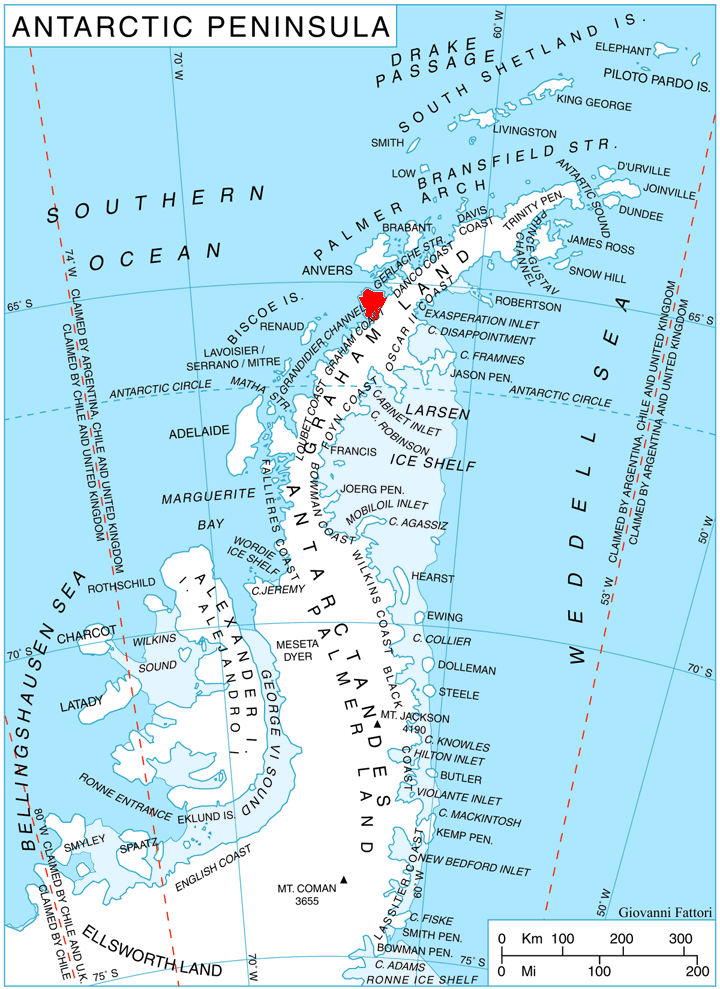

薩默斯冰川（英語：Somers Glacier）是南極洲的冰川，位於葛拉漢地的葛拉漢海岸，處於基輔半島，最終注入特羅冰川，由英國探險隊繪入地圖，現時由南極條約體系管理。